# Cầu thủ giao bóng (bóng chày)

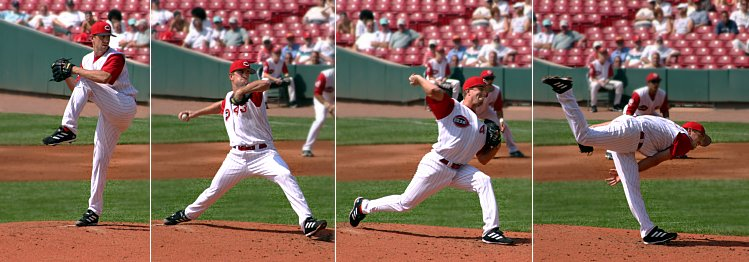
Động tác ném bóng của cầu thủ giao bóng.

Vị trí của cầu thủ giao bóng trong bóng chày.

Cầu thủ giao bóng (tiếng Anh: pitcher) là một trong 9 cầu thủ của một đội bóng chày. Cầu thủ này sẽ ném một quả bóng chày từ ụ ném bóng về phía cầu thủ bắt bóng để bắt đầu mỗi lượt chơi, với mục tiêu là khiến cầu thủ phát bóng bị out. Cầu thủ giao bóng thường được coi là cầu thủ quan trọng nhất của đội phòng thủ và do đó nằm ở cuối bên phải của defensive spectrum.
Theo truyền thống, cầu thủ giao bóng cũng tham gia phát bóng. Bắt đầu từ năm 1973 với American League (và sau đó là National League) và lan rộng ra các giải đấu khác trong suốt những năm 1980 và 1990, nhiệm vụ phát bóng của cầu thủ giao bóng thường được giao cho vị trí designated hitter, điều đó đã gây ra một số tranh cãi. Kể từ năm 2023, giải Central League của Nhật Bản là giải đấu cấp cao nhất không sử dụng vị trí designated hitter.

## Các kiểu ném bóng
Cầu thủ giao bóng điêu luyện thường ném nhiều kiểu ném bóng khác nhau để ngăn không cho cầu thủ phát bóng đánh trúng bóng. Kiểu ném bóng cơ bản nhất là fastball, trong đó cầu thủ giao bóng ném bóng mạnh và nhanh nhất có thể. Một số cầu thủ giao bóng có thể ném fastball với tốc độ hơn 100 dặm Anh trên giờ (160 km/h; 150 ft/s), ví dụ như Aroldis Chapman. Các kiểu ném bóng phổ biến khác là curveball, slider, changeup, cutter, sinker, screwball, forkball, split-fingered fastball, slurve, knuckleball, và vulcan.